# Blaesoxipha exuberans
Blaesoxipha exuberans är en tvåvingeart som först beskrevs av Guilherme A.M.Lopes och Robert Jack Downs 1951.  Blaesoxipha exuberans ingår i släktet Blaesoxipha och familjen köttflugor. Inga underarter finns listade i Catalogue of Life.